# Zoopsis argentea
Zoopsis argentea är en bladmossart som först beskrevs av Hook.f. et Taylor, och fick sitt nu gällande namn av Gottsche, Lindenb. et Nees. Zoopsis argentea ingår i släktet Zoopsis och familjen Lepidoziaceae. Inga underarter finns listade i Catalogue of Life.